# 斯洛比德卡 (科茲利夫市鎮)
49°30′49″N 25°20′45″E / 49.51361°N 25.34583°E
斯洛比德卡（羅馬化：Slobidka）是位於烏克蘭西部特諾皮爾州特諾皮爾區的村莊，處於沃蘇什卡河畔，始建於十八世紀，面積0.66平方公里，2001年人口660。